# CSF1R
Le CSF1R (pour « Colony stimulating factor 1 receptor ») est un récepteur pour le CSF1. Son gène est le CSF1R situé sur le chromosome 5 humain.

## En médecine
Testé dans les tumeurs ténosynoviales à cellules géantes, il entraîne la régression de la masse tumorale.